# Andrena paucisquama
Andrena paucisquama är en biart som beskrevs av Noskiewicz 1924. Andrena paucisquama ingår i släktet sandbin, och familjen grävbin. Inga underarter finns listade i Catalogue of Life.